# Панишер (филм из 2004)
Панишер (енгл. The Punisher) је амерички акциони филм из 2004. године у режији Џонатана Хенслија. Сценарио је написао Хенсли и Мајкл Франс.

## Радња
ФБИ је успешно осујетио договор о наоружању из Тампа Беја, али Боби Сент, син мафијашког боса Хауарда Сента, погинуо је у операцији. Други мртви је Ото Криг, трговац оружјем. Међутим, Кригова смрт је лажирана јер је он заправо био тајни агент ФБИ-ја Френк Касл на својој последњој мисији пре пензионисања. Љут због смрти свог сина, Сент наређује својим људима да сакупе све што могу о Кригу, добијајући информације које су им потребне подмићивањем корумпираних федералних службеника. Наређује да убију Касла када оде на планирани одмор са целом породицом и на инсистирање Сентове супруге, налаже да елиминишу све његове најмилије. Током поновног окупљања Касла и његове породице, Сентови људи, укључујући његовог најближег сарадника Квентина Гласа и Бобијевог брата близанца Џона, убијају целу Френкову породицу. Овај други успева да преживи пуцњаву, а локални рибар помаже Каслу да се опорави од тешких повреда.
Док полиција и ФБИ одбијају да приведу починиоце правди, плашећи се Сентовог утицаја, Касл се усељава у напуштени стан који заузимају три друштвена одметника - Џоан, Бампо и Дејв, где почиње припреме за уништење Сентовог царства. Уз помоћ информација које је дао Мики Дјук, један од Сентових присталица, Касл истражује чланове породице свог непријатеља, пратећи сваки Сентов покрет, а такође открива да је Глас хомосексуалац. Френк отворено подрива Сентов посао и саботира његову сарадњу са кубанским партнерима.
Откривши да је Касл преживео, Сент наређује својим људима да га убију. Један од њих, Хари Торнтон, поставља Френку заседу на мосту, али Касл га убија балистичким ножем поготком у грло. Након тога, унајмљени убица под надимком Рус брутално туче Касла у његовом стану, али Френк поново излази као победник из битке. Каслови суседи збрињавају његове ране и сакривају га у лифту када Сентови људи долазе по њега. Када Дејв и Бампо одбију да открију Каслову локацију, Глас мучи Дејва чупајући сваки његов пирсинг клијештима. Остављају једног од својих људи да пресретне Касла, али Касл га убија након што они оду.
Уз Микијеву помоћ, Касл се представља као анонимни уцењивач и скреће Гласову пажњу тако што му ставља минђушу Сентове жене у аутомобил. Када Сент пронађе минђушу, пребија Гласа на смрт. Упркос уверењу његове супруге да је Глас геј, Сент је оптужује да га је варала са његовим најбољим пријатељем. Своју жену избацује са надвожњака на железничку пругу, где је удари воз.
Искористивши Сентову жалост, Касл напада непријатељску базу и убија сваког члана његове банде, укључујући и Џоновог преосталог сина. Сент бежи из зграде, тешко повређен. Касл јури за њим и обара свог противника. Са Сентом на коленима, Касл открива свој план који је довео до тога да Сент убије свог пријатеља и жену. Он веже Сента за аутомобил, који га одводи до паркинга клуба, где Касл, претходно минирајући друге аутомобиле, активира експлозив, након чега Сент гине у насталој експлозији, која заједно са аутомобилима формира лобању.
Касл се, осветивши убиство своје породице, враћа кући и спрема се да изврши самоубиство. Предомисли се када пред њим бљесне визија његове жене, бирајући уместо тога да настави борбу против криминала. Оставља део Сентовог новца као опроштајни поклон суседима, као захвалност што су га спасили. Френк се тада, сам на мосту Саншајн Скајвеј са заласком сунца, заклиње у себи да ће уништити убице, силоватеље, психопате, садисте и све оне који на било који начин прете недужним људима, проглашавајући себе Панишером.

## Улоге
| Глумац          | Улога                |
| --------------- | -------------------- |
| Томас Џејн      | Френк Касл/ Панишер  |
| Џон Траволта    | Хауард Сејнт         |
| Вил Патон       | Квентин Глас         |
| Ребека Ромејн   | Џоан                 |
| Бен Фостер      | Дејв                 |
| Џон Пинет       | Бампо                |
| Саманта Матис   | Марија Елизабет Касл |
| Маркус Џонс     | Вил Касл             |
| А. Расел Ендруз | Џими Викс            |
| Џејмс Карпинело | Воби Сејнт Џон Сејнт |
| Лора Харинг     | Ливија Сејнт         |
| Еди Џемисон     | Мики Дјука           |
| Кевин Неш       | Рус                  |
| Марк Коли       | Хари Хек Торнтон     |
| Рој Шајдер      | Френк Касл старији   |
| Том Новицки     | Линколн              |
| Марк Меколи     | Данте                |

## Зарада
- Зарада у САД - 33.810.189 $
- Зарада у иностранству - 20.889.916 $
- Зарада у свету - 54.700.105 $